# 호텔 사라토가 폭발 사고
2022년 5월 6일 쿠바 아바나 라아바나비에하에 있는 5층짜리 고급 호텔인 호텔 사라토가는 가스 누출로 의심되는 가스 폭발 로 건물의 많은 부분과 주변 인프라가 손상되었다. 이 폭발로 46명이 사망하고 97명이 부상을 입었다. 호텔은 보수 공사 중이었기에 투숙객은 없었으나, 내부에는 51명의 노동자가 있었다.